# التلفزيون السعودي
التلفزيون السعودي هو أحد قطاعات هيئة الإذاعة والتلفزيون السعودية. وتتولى مهام إنتاج وبث البرامج المرئية، والذي كان يتبع سابقاً لوزارة الإعلام، ويقع مقره الرئيسي في مدينة الرياض.

## نبذة تاريخية

### البداية غير الرسمية
بدأ التلفزيون السعودي بثه غير الرسمي قبل الانطلاق الرسمي بعشر سنوات، إذ كان أول بث تلفزيوني على مستوى الشرق الأوسط في عام 1955م، بواسطة محطة تلفزيون البعثة الأمريكية في الظهران، التي كانت تبث باللغة الإنجليزية في مدينة الظهران.

### البداية الرسمية
في عام 1382هـ - 1962م ألقى الأمير فيصل بن عبد العزيز (ولي العهد ورئيس مجلس الوزراء في ذلك الوقت)، بياناً وزارياً بتاريخ 1382/6/2 هـ أعلن فيه عزم حكومة المملكة على إدخال البث التلفزيوني إلى البلاد، على إثر ذلك وفي عام 1383هـ - 1963م أقر مجلس الوزراء مشروعاً بإنشاء التلفزيون في المملكة على مرحلتين:
الأولى بناء محطتين مؤقتتين في الرياض وجدة.
الثانية إنشاء نظام تلفزيوني متكامل على أسس أكثر تطوراً.
وفي التاسع من ربيع الأول من عام 1385هـ الموافق 7 يوليو 1965م، بدأ البث الرسمي من محطتي الرياض وجدّة بالأبيض والأسود عندما خرجت أول إشارة بث من محطتي الرياض وجدة، وكان الإرسال على قناة واحدة. وكانت القناة هي قناة المملكة العربية السعودية، وكانت تغلق القناة في الساعة 8 مساء. وفي سنوات لاحقة تم إيصال البث التلفزيوني إلى مكة المكرمة والطائف من محطة جدة عام 1387هـ، ثم محطة المدينة المنورة في شوال 1387هـ، ثم محطة القصيم في شعبان 1388هـ، ثم محطة الدمام في 15 رمضان 1388هـ، ثم محطة الباحة في 17 محرم من عام 1389هـ، ثم محطة حائل في 2 صفر 1389هـ، ثم محطة عسير في 20 ذو القعدة 1389هـ، ثم محطة جيزان ونجران في 28 محرم 1390هـ, ثم محطة تبوك في 24 صفر 1390هـ، ثم محطة الجوف في 5 رجب من عام 1390هـ، ثم محطة عرعر ورفحا في 23 ذو الحجة من عام 1390هـ، وأخيرًا محطة طريف والقريات في 24 ربيع الآخر من عام 1391هـ. ثم بدأ البث الرسمي الملوّن لأول مرة في جدة بتاريخ ذو الحجة من عام 1394 هـ ثم بدأ البث الرسمي الملون في مكة المكرمة بنفس التاريخ الذي حصل عليه جدة، وتلاه مدينة الرياض بتاريخ 1 شوال (1396 هجريـ - 1976م). لكن وصل عدد من المدن بذلك قبل الرياض، حيث أنه في 12 محرم عام 1395 هـ تحول تلفزيون المدينة المنورة من البث الأبيض والأسود إلى البث الملوّن ثم الطائف والباحة. وفي ذي الحجة سنة 1394هـ يناير 1975 بدأ التلفزيون السعودي في التقاط عرض الأحداث الخارجية بعد ساعات من وقوعها. وفي أواخر عام 1394هـ - 1974م جرى نقل مناسك الحج إلى العالم أجمع عبر شبكات السواتل (الأقمار الصناعية). وكان ذلك من الإنجازات العظيمة، ونال المرناة (التلفزيون) السعودي من خلالها ثناء وتقدير 700 مليون مسلم حسبما جاء في الإحصائيات التي أُجريت حول الموضوع.
في جلسة مجلس الوزراء يوم الإثنين بتاريخ 7 رجب 1433 29 مايو 2012 أقر المجلس تحويل التلفزيون السعودي والإذاعة السعودية إلى هيئة عامة تسمّى هيئة الإذاعة والتلفزيون لتصبح هيئة مستقلة ذات شخصية اعتبارية.

### وزراء الثقافة والإعلام
1. عبد الله بن عمر بلخير حتى عام 1384هـ.
2. جميل بن إبراهيم الحجيلان من عام 1384هـ حتى عام 1390هـ.
3. إبراهيم بن عبد الله العنقري من عام 1390هـ حتى عام 1395هـ.
4. محمد عبده يماني من عام 1395هـ حتى عام 1403هـ.
5. علي بن حسن الشاعر من عام 1403هـ حتى عام 1416هـ.
6. فؤاد بن عبد السلام الفارسي من عام 1416هـ حتى عام 1426هـ.
7. إياد بن أمين مدني من عام 1426هـ حتى عام 1430هـ.
8. عبد العزيز خوجة من عام 1430هـ حتى عام 1434هـ.
9. عبد العزيز الخضيري من عام 1435 حتى عام 1436.
10. عادل الطريفي من عام 1436 حتى عام 1438هـ.
11. عواد العواد من عام 1438هـ حتى عام 1440هـ.
12. تركي الشبانة 1440هـ حتى عام 1441هـ.
13. ماجد القصبي من عام 1441هـ حتى 13 شعبان 1444هـ.
14. سلمان يوسف الدوسري (وزير الإعلام من 13 شعبان 1444هـ حتى الآن).[3]

- أول رئيس لهيئة الإذاعة والتلفزيون:

1. عبد الرحمن عبد العزيز الهزاع رئيس هيئة الإذاعة والتلفزيون السابق.

- أول رئيس للهيئة العامة للاعلام المرئي والمسموع:

1. رياض بن كمال نجم، رئيس الهيئة العامة للإعلام المرئي والمسموع منذ (1433هـ) الموافق 2012 حتى 2015.

## القنوات الحالية

### قناة السعودية
تحرص قناة السعودية (القناة الأولى سابقًا) بالتلفزيون على الاستغلال الأمثل لبرامجها لتحقيق أهداف التنمية الوطنية في مختلف المجالات وتحقيق رغبات جميع فئات المجتمع من خلال برامجها المختلفة.

### القنوات الرياضية

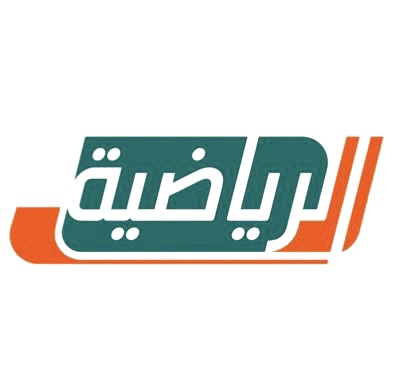
شعار القنوات الرياضية

قنوات رياضية متخصصة تُعنى بتنمية الشباب وتحفيزه للمشاركة في المنافسات الرياضية والثقافية والعلمية والترفيهية، وتهدف القنوات الرياضية إلى بناء السواعد الفتية والعناية بالشباب جسدياً وعقلياً وفكرياً عن طريق تنمية وعيه الثقافي والرياضي والفكري. واستقطاب الشباب السعودي والاستجابة لرغبته في متابعة الجديد والمفيد في دنيا الرياضة والثقافة والعلوم. تمتلك القناة حقوق بث مسابقات كرة القدم السعودية لمدة 3 سنوات بأمر من خادم الحرمين الشريفين بدءا وبشكل حصري من دوري المحترفين السعودي 2011–12.

### القناة الإخبارية

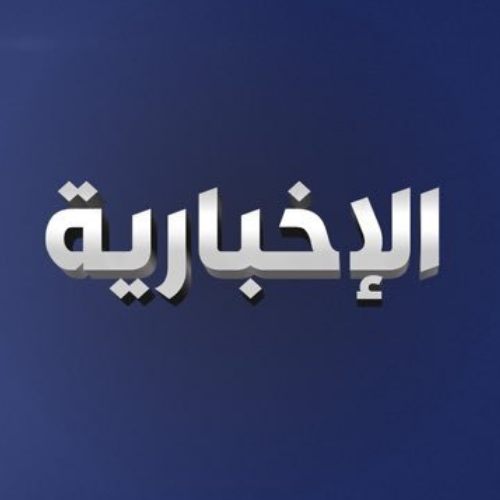
شعار قناة الإخبارية

تُعد قناة الإخبارية ضمن القنوات المتخصصة الحديثة التي أنشئت للتغطيه الخبرية والبرامج الحوارية والسياسية التحليلية وغيرها من البرامج الثقافية والوثائقية، وتنقسم الأخبار في قناة الأخبارية إلى قسمين موجز – نشرة مفصلة، وتعتمد في المضمون على (الخبر المحلي ثم الخبر العالمي) وتضاف إلى النشرات نشرة اقتصادية مفصلة.

### قناة القرآن الكريم

شعار قناة القرآن الكريم

وهي قناة تبث من مكة المكرمة بث حي مباشر على مدار اليوم للحرم المكي الشريف، تنقل جميع الصلوات وفي خارج أوقات الصلاة تنقل صور مباشر للمسجد الحرام مع تلاوات قرآنية للقراء المشهورين في العالم الإسلامي.

### قناة السنة النبوية
وهي قناة تبث من المدينة المنورة بث حي مباشر على مدار اليوم للمسجد النبوي الشريف، تنقل جميع الصلوات وفي خارج أوقات الصلاة تنقل صور مباشر للمسجد النبوي مع طائفة من أقوال الرسول الكريم صلى الله عليه وسلم، وهي ملتزمة وصارمة بالسياسة الإعلامية ولا تخالفها.

### قناة ذكريات
قناة ترفيهية عائلية، انطلقت في 9 أبريل 2020، وتبث البرامج التلفزيونية القديمة التي كانت تبث البرامج القديمة للتلفزيون السعودي.

### قناة إس بي سي

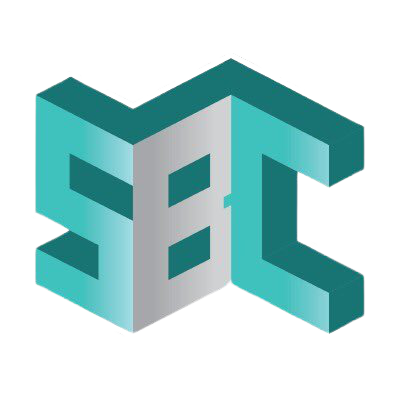
شعار قناة إس بي سي

هي قناة انطلقت يوم 1 من شهر رمضان الفضيل 1439 هـ.

### قناة السعودية الآن
قناة متخصصة في نقل الفعاليات والمناسبات والأحداث المهمة التي تشهدها وتستضيفها المملكة العربية السعودية، انطلق بثها تزامناً مع اليوم الوطني السعودي الثالث والتسعين، واحتفت هيئة الإذاعة والتلفزيون بإطلاق القناة في 23 سبتمبر 2023.

## قنوات تم إغلاقها
في إطار خطة تطوير التلفزيون السعودي قُلِّص عدد القنوات لرفع جودة المحتوى.

### القناة الثانية

شعار القناة الثانية

القناة الثانية السعودية التي انطلقت في عام 1403 هـ هي قناة أنشأت من أجل المُقيمين في المملكة العربية السعودية الناطقين باللغة الإنجليزية أو التي تعتبر الإنجليزية لغتهم الثانية. تبث القناة عدد من البرامج المتنوعة والمسلسلات والأفلام وكذلك نشرات أخبار. أُوقِف بثها في عام 2017

### قناة أجيال

شعار قناة أجيال

القناة السعودية الخامسة ضمن باقات التلفزيون السعودي والمختصة بتقديم كل ما هو مخصص للأطفال، وكذلك غرس حبهم للوطن وتقدم القناة عدة برامج تنمي الذكاء من البرامج المقدمة برنامج «أصدقاء أجيال». أُوقِف بثها في عام 2018 ودمج العاملين فيها إلى قناة SBC

### القناة الثقافية
هي قناة رسمية تهتم بالثقافة والمثقفين في المملكة وتعمل على نقل وطرح الأحداث الثقافية من أدب وشعر وتراث وحوار والموروث الشعبي وأفلام وثائقية عن الثقافة. أُوقِف بثها في عام 2017

## شعارات قنوات التلفزيون السعودي
ضمن الخطة التطويرية التي أعدتها هيئة الإذاعة والتلفزيون لجميع قنوات التلفزيون السعودي تم تغيير كافة شعارات وفواصل وألوان القنوات وصاحب ذلك التغيير العديد من البرامج الجديدة لكافة القنوات.

## مواقع التلفزيون السعودي عبر شبكة الإنترنت
للتلفزيون السعودي أربعة مواقع إلكترونية متطورة 3 مواقع تعرض الأخبار المتنوعة عالميًا ودوليًا، وموقع يعرض الأخبار «المتخصصة» وهو موقع القناة الرياضية يعرض الأخبار الرياضية محليًا ودوليًا. تضم المواقع أيضًا عرضًا للبرامج اليومية ومقالات لكتّاب كموقع قناة الإخبارية.
وهناك موقع موحد لجميع قنوات التلفزيون والإذاعة السعودية، وتم تدشينه أوائل عام 2010 بقرار من وزير الثقافة والاعلام السابق د. عبد العزيز خوجة.
وتم إنشاء موقع شاشتكم وهو موقع يسمح لك بمشاهدة المسلسلات والبرامج والبث المباشر المعروض على قناة السعودية وقناة إس بي سي.

## التلفزيون السعودي على البث الأرضي
أعلنت هيئة الإذاعة والتلفزيون عن إيقاف البث الأرضي التماثلي واستبداله بـ البث الرقمي الأرضي (DVB-T/T2)، مما يعزز تجربة المشاهدة بجودة صورة وصوت محسّنة.
يمكن للمشاهدين متابعة قنوات التلفزيون السعودي عبر أجهزة التلفاز المتوافقة مع النظام الرقمي الأرضي باستخدام هوائي داخلي أو خارجي، دون الحاجة إلى رسيفر إضافي. كما يمكن الحصول على جهاز استقبال رقمي وهوائي صغير من المحلات الإلكترونية، لتفعيل استقبال البث الرقمي الأرضي لأجهزة التلفزيون التي لا تدعمه بشكل مدمج.